# Каменский, Анатолий Павлович
Анатолий Павлович Каменский (1876—1941) — русский, советский писатель, известный беллетрист начала XX века.

## Биография
Из дворян. Сын чиновника низкого звания. Закончил астраханскую гимназию (1895) и поступил в Институт инженеров путей сообщения. Через 2 года он бросил учёбу и поступил на юридический факультет Императорского Санкт-Петербургского университета, который окончил в 1902 году. Поступил на службу в Министерство финансов. В это же время он опубликовал ряд художественных произведений, посвящённых падению нравственности современного мещанства, идеализируя в противовес ему провинциальную мораль. Затем Каменский перешёл к фрейдизму, его произведения освещали открытие сексуальности, из-за чего критиковался за эротизм, переходящий в порнографию.
В 1911 году принял участие в коллективном романе «Три буквы» на страницах «Синего журнала». В 1913 году он также начал успешную карьеру киносценариста. Всего по его сценариям поставлено не менее 30 фильмов.
После революций Каменский эмигрировал в Берлин, где выпустил сборник рассказов о любви. В 1924 году он вернулся на родину, где занимался редактурой текстов советских писателей. В 1929 году принял участие в нашумевшей мистификации, сочинив в соавторстве текст «неизвестной» поэмы Н. Некрасова «Светочи» и подсунув его Демьяну Бедному, который опубликовал поэму в газете «Правда».
В мае 1930 года Каменский выехал в командировку в Берлин, где сразу дал интервью газете «Руль», в котором заявил о своём разочаровании советской властью и что вернётся «только тогда, когда ценность личности будет признана, когда каждому будет дана возможность заниматься своим трудом, словом — когда „они“ перестанут существовать». Вскоре написал обширную статью о жизни в СССР: «невероятное хамство, взаимная озлобленность, подавленность — это внутренне, а внешне — грязь, беспорядок, нищета…». Из Берлина он перебрался в Париж, публиковал отрывки из романа «Свет во тьме». Его пьеса «Озорство» была поставлена в Русском зарубежном камерном театре (1932).
В 1934 году вернулся в СССР, не понеся ни малейшего наказания за «измену», и даже снова выезжал в командировку во Францию в 1935 году. Работал консультантом Союза советских писателей при книжных магазинах Литфонда.
3 сентября 1938 года арестован по обвинению в шпионаже, в апреле 1939 года постановлением Особого совещания при НКВД заключён в ИТЛ на 8 лет, в марте 1941 года осуждён ещё на 10 лет за «клевету».
Умер в декабре 1941 года в посёлке Ветлосян.
Реабилитирован в 1957 году.

### Романы и повести
- Две любви [1899]
- Люди [1908]

### Рассказы
- Капкан [1901]
- Дурак [1910]
- Идеальная жена [1910]
- Поручик Амурчик [1910]
- Сватовство [1910]
- Леда [1906]
- Солнце [1906]
- Четыре [1907]
- Законный брак
- Утро [1909]
- Хороший знакомый [1910]
- Мимоза [1910]
- Почтенный дом [1910]
- Умная книга [1910]
- Зверинец [1911]
- Микроб легкомыслия [1912]
- Поэзия и проза [1912]
- Настурции [1913]
- Мой гарем [1923]
- Женщина [1909]
- Ничего не было [1908]
- Нервы [1897]
- Королева [1901]
- На даче [1901]
- Степные голоса [1901]
- Без огня [1903]
- Чудовище [1903]
- Ольга Ивановна [1903]
- Жасмины [1903]
- Белая ночь [1906]
- Преступление [1908]
- Исторический переворот [1909]
- Добрый принц [1912]
- Панафида [1912]
- Жизнь во сне [1912]
- Княжна Дуду [1913]
- Петербургский человек [1913]
- Случайность [1913]
- Мистер Вильям, пора! [1914]
- Сны [1914]

## Критика
В своей книге «Текущий момент и текущая литература» (1908) критик и публицист Л. Войтоловский пишет о Каменском: «Половой вопрос — это кардинальный вопрос всего бытия его героев. Им определяются все их индивидуальные черточки, все сокровенные побуждения, вся тяжкая путаница в мыслях и в окружающей жизни. И в минуты отвлеченной работы мысли, когда мозг возбужден и ясен и логично, размеренно работает с „убийственно-равнодушной правильностью какого-то чуждого механизма“, как напр. у студента Кузьмина в рассказе „Диплом“, и во время будничных и самых незначительных столкновений с женщиной („Игра“) — человек находится под скрытым давлением полового инстинкта».

## Издания
- Степные голоса. СПб., 1903. (рассказы)
- Солнце. СПб., 1908. (рассказы)
- Рассказы: В 3 т. СПб.: Товарищество «Екатерингофское печатное дело», 1909.
- Легкомысленные рассказы. СПб.: Тип. «Север», 1910. (рассказы)
- Люди. СПб.: Прогресс, 1910. — 202 с. (роман)
- Зверинец. СПб., 1913. (рассказы) (переиздание — М.: Ладья, 1917)
- Княжна Дуду. СПб.: Прогресс, 1914. — 222 с. (рассказы)
- Леда. М., 1918. (рассказы)
- Ничего не было. М., 1918. (рассказы)
- Мой гарем. Рассказы о любви. Берлин: Изд. Товарищества И. Благов, 1923. — 280 с.
- Белая ночь. М.; Л., 1928. (рассказы)
- Петербургский человек: Повести и рассказы (1905—1915). М.: ГИХЛ, 1936. — 256 с. — 5 000.
- Каменский А., Мой гарем: Сборник. M.:XSPO, 2021.

## Избранная фильмография
- 1914 — Трагедия Леды
- 1914 — Любовный маскарад
- 1915 — Великий магараз
- 1915 — Женщина-вампир
- 1916 — Магнолия
- 1916 — Двойник